# Peter Bucher (Handballspieler)
Peter Bucher (* 3. April 1947 in Hohenacker; † 3. Mai 2019 in Viechtach) war ein deutscher Handballspieler.

## Biografie
Peter Bucher kam im Alter von 14 Jahren aus Hohenacker zur B-Jugend von Frisch Auf Göppingen.
Bucher nahm an den Olympischen Sommerspielen 1972 teil, wo er Teil der westdeutschen Mannschaft war, die beim olympischen Turnier den sechsten Platz belegte. Bucher spielte in allen sechs Spielen und erzielte 20 Tore, dabei wechselte er sich auf Rechtsaußen in vier Spielen mit Heiner Möller und in zwei Spielen mit Jochen Feldhoff ab. Insgesamt erzielte Bucher in 78 Spielen 182 Tore für die Nationalmannschaft.
1970 und 1972 wurde der Linkshänder mit Frisch Auf Göppingen deutscher Handballmeister. 1976 folgte ein Wechsel zum Bundesligisten TuS Hofweier. Nach einem Zwangsabstieg von Frisch Auf Göppingen in die 2. Handball-Bundesliga kehrte Bucher 1984 für eine Saison zurück nach Göppingen, stieg mit der Mannschaft wieder auf und beendete am Ende der Spielzeit seine Karriere.
Anschließend war Bucher als Spielertrainer Turnerschaft Göppingen und später als Spielertrainer der Zweiten Mannschaft von Frisch Auf tätig.
Im Mai 2019 verstarb er im Alter von 72 Jahren nach einer schweren Krankheit.